# Alfred Grünfeld
Alfred Grünfeld (Praga, 4 de juliol de 1852 – Viena, 4 de gener de 1924 fou un pianista bohemi, el seu germà Heinrich fou un violoncel·lista famós.
Estudià en el Conservatori de Praga i de Berlín, i s'establí després a Viena, on tingué entre altres alumnes en Karl Ekman, més tard fou individu de la Capella Imperial. Es distingí per la seva brillant tècnica, interpretació plàstica de les obres més complicades, gran intel·ligència i esperit comprensiu i refinat; les seves composicions originals són d'escassa importància, incloent-hi les seves òperes Der Lebemann (Viena, 1893) i Die Schönen von Fogaras (Dresden, 1907). Per contra, és autor de notables transcripcions i arranjaments.